# Zufikon
Zufikon est une commune suisse du canton d'Argovie, située dans le district de Bremgarten.

Photo aérienne (1970).